# Friedl Kubelka
Pour les articles homonymes, voir Kubelka.
Friedl Kubelka (née Bondy, épouse vom Gröller) est une photographe, cinéaste et plasticienne autrichienne née en 1946 à Londres, en Angleterre. Sa pratique photographique a été rattachée à un mouvement du XXe siècle connu sous le nom d'actionnisme féministe ou d'actionnisme viennois. Les œuvres photographiques de Kubelka se concentrent parfois sur l'accentuation de la temporalité, la sérialité et le corps.

## Biographie
Friedl Kubelka est née à Londres, en Angleterre, sous le nom de Friedl Bondy. Elle a ensuite déménagé avec sa famille à Berlin-Est et plus tard à Vienne, où elle a passé la majeure partie de son enfance. Ses parents ont été contraints de quitter l'Autriche en raison de leurs opinions politiques. Friedl a commencé à prendre des photos à douze ans, après avoir reçu un appareil de son père en 1958. À 16 ans, ses intérêts photographiques se sont déplacés vers les personnes, les visages et les corps.
De 1965 à 1969, Kubelka a réalisé ses premiers films à l'Institut d'instruction et de recherche graphique de Vienne. Après avoir obtenu un diplôme en photographie commerciale en 1971, elle a ouvert un studio photo professionnel, qui a fonctionné à Vienne jusqu'en 1997. Les films de Friedl ont souvent un casting de membres de sa famille, d'amis, de collègues et parfois d'hommes étrangers.
Dans sa série Portraits de l’année, un projet commencé en 1972, Kubelka se photographie quotidiennement sur une période d'un an, en répétant le processus tous les cinq ans. En 1978, elle a épousé Peter Kubelka, cinéaste et théoricien autrichien, cofondateur du Musée du film autrichien et des archives du film d'anthologie, et elle a pris le nom de Friedl Kubelka. Le 21 octobre 1978, elle a donné naissance à Louise Kubelka. Friedl a commencé à photographier sa fille durant la première semaine de sa vie et a continué jusqu'à ce qu'elle ait dix-huit ans, appelant cette série Louise Anna Kubelka.

« Vom Gröller est une créatrice d'image professionnelle, non commerciale, mais professionnelle dans le sens où elle est et a été photographe et cinéaste depuis plus de 40 ans, sans parler de l'une des plus grands artistes autrichiennes, bien que profondément méconnue. Traditionnellement, on dirait que le travail de vom Gröller se spécialise dans le portrait, mais plus exactement la pratique prolifique de l'artiste est celle des rencontres intimes, qui capturent et saisissent des moments allongés et de brèves expériences qui refusent de renoncer à leur fugacité. - Andréa Picard »

Kubelka a reçu en 2005 le Grand Prix d'État autrichien pour la photographie artistique, le prix de photographie le plus prestigieux d'Autriche, ainsi que le prix d'État autrichien pour le cinéma en 2016. Elle a eu des expositions personnelles au Centre Georges Pompidou à Paris, à la Fotogalerie à Vienne et au Musée de la photo des Pays-Bas à Rotterdam.
La première double rétrospective photographique et cinématographique de son œuvre en Amérique du Nord a été organisée en Ontario par Media City Film Festival, le seul festival à exposer des films d'artistes des deux côtés d'une frontière internationale.

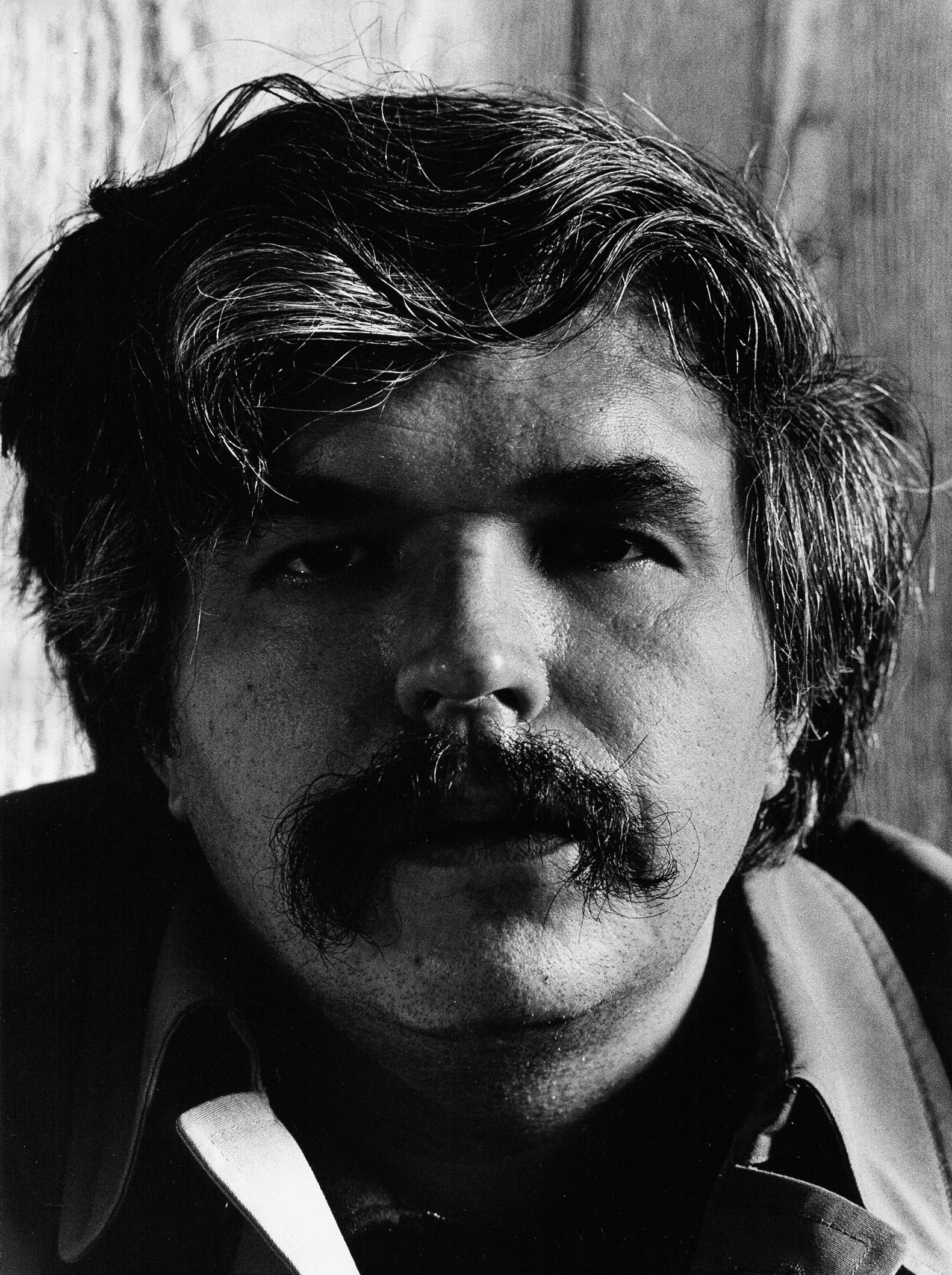
Portrait de Stan Brakhage par Friedl Kubelka (vers 1976).

La photographie de portrait de Kubelka a saisi des artistes et des cinéastes tels que George Maciunas, Jack Smith, Nam June Paik, Jonas Mekas, Gunvor Nelson, Michael Snow, Mike Kuchar et George Kuchar.
Friedl a divorcé de Peter Kubelka en 2001 et a épousé Georg Gröller en 2009. Elle a ensuite changé son nom en Friedl vom Gröller, mais elle n'utilise pas systématiquement son nom de femme mariée.

## L'école de photographie et de cinéma de Vienne
En 1990, Kubelka a fondé la Friedl Kubelka School for Artistic Photography à Vienne. Cette école a été la première en Autriche à se consacrer exclusivement à la photographie artistique.
En 2006, elle a fondé l'école Friedl Kubelka pour le cinéma indépendant, consacrée à l'art du cinéma analogique. L'école pour le film indépendant a présenté des invités et des professeurs comprenant Ken Jacobs, Robert Beavers, Peter Weibel, Oona Mosna, Kenneth Anger, Peter Tscherkassky, Eve Heller, James Benning et Mark Webber. Elle est désormais dirigée par le cinéaste et artiste autrichien Philipp Fleischmann. [réf. nécessaire]

## Œuvres majeures

### Photographie
- Jahresportraits (Portraits de l'année). (1972 / 73-2012 / 13).
- Pin-Ups. (1973-1974)[11].
- Série de lits Reise (Voyage). (1974).
- Tagesportraits (One-Day-Portraits). (1974–1976).
- Passstücke (Les adaptatifs), Franz West. (1975).
- Lebensportrait Louise Anna Kubelka (Portrait Louise Anna Kubelka). (1978–1996).
- Das tausendteilige Portrait (Mille pensées changeantes). (1980).

### Filmographie
- Erwin, Toni, llse. (1968-1969).
- Graf Zokan (Franz West). (1969).
- Peter Kubelka et Jonas Mekas. (1994).
- Eltern (Parents): Mutter (Mère), Vater (Père). (1997 et 1999).
- Spucken (Cracher). (2000).
- Psychoanalyse ohne Ethik (Psychanalyse sans éthique). (2005).
- Heidi Kim à l'hôtel W Hong Kong. (2010).
- La Cigarette. (2011).
- Ich auch, auch, ich auch (Moi aussi, moi aussi, moi aussi). (2012).